# بول سينياك
بول فيكتور جوليس سينياك (بالفرنسية: Paul Victor Jules Signac)‏ وهو رسام إنطباعي جديد فرنسي ولد في يوم 11 نوفمبر 1863 في مدينة باريس عاصمة فرنسا، عمل مع جورج سورا وساعدة في تطوير فن التنقيطية، توفي في يوم 15 أغسطس 1935.

## روابط خارجية
- بول سينياك على موقع الموسوعة البريطانية (الإنجليزية)
- بول سينياك على موقع ديسكوغز (الإنجليزية)